# Peter Walker
 Peter Walker  va ser un pilot de curses automobilístiques anglès que va arribar a disputar curses de Fórmula 1.
Walker va néixer el 7 d'octubre del 1912 a Leeds, Yorkshire. Va morir l'1 de març del 1984 a Newtown, Worcestershire.

## A la F1
Va participar en la primera cursa de la història de la Fórmula 1, el GP de la Gran Bretanya, disputat el 13 de maig del 1950, que formava part del campionat del món de la temporada 1950 de F1, on va participar en aquesta única cursa.
Peter Walker va participar en tres curses més puntuables pel campionat de la F1, el GP de la Gran Bretanya de les temporades (1951 - l'única cursa que va aconseguir acabar - i 1955) i el GP dels Països Baixos també del 1955.
Walker també va disputar nombroses curses no puntuables pel mundial de la F1.

## Resultats a la F1
| Any  | Equip    | Xassís    | Motor           | 1        | 2   | 3   | 4   | 5       | 6        | 7   | 8   | Posició | Punts |
| ---- | -------- | --------- | --------------- | -------- | --- | --- | --- | ------- | -------- | --- | --- | ------- | ----- |
| 1950 | E.R.A.   | E.R.A.    | Straight-6      | GBR Ret* | MON | 500 | SUI | FRA     | BEL      | ITA |     | -       | 0     |
| 1951 | B.R.M.   | B.R.M.    | BRM V-6         | SUI      | 500 | BEL | FRA | GBR 7   | ALE      | ITA | ESP | -       | 0     |
| 1955 | Maserati | Maserati  | Straight-6      | ARG      | MON | 500 | BEL | HOL Ret |          |     |     | -       | 0     |
| 1955 | R.W.R.T. | Connaught | Alta Straight-4 |          |     |     |     |         | GBR Ret* | ITA |     | -       | 0     |

(*) Cotxe compartit.

### Resum
| Curses: | Victòries: | Pòdiums: | Poles: | Voltes ràpides: | Punts: |
| ------- | ---------- | -------- | ------ | --------------- | ------ |
| 4       | 0          | 0        | 0      | 0               | 0      |